# Waldneukirchen
Waldneukirchen est une commune autrichienne du district de Steyr-Land en Haute-Autriche.